# Surinaamse Baseball Bond
De Surinaamse Baseball Bond (SBB) was de officiële sportbond voor honkbal in Suriname. De bond was gevestigd in Paramaribo.
De bond werd in of voor 1951 opgericht. De honkbalsport kwam in Suriname echter niet goed van de grond en de bond bleef nog tot minimaal 1958 bestaan. Na de jaren 1950 verdween de honkbalsport uit Suriname.
In 1951 schonk de SBB een trofee in de vorm van een slagman (Slugger) aan de Nederlandse Honkbalbond. Deze diende daarna voor de Nederlandse bond als wisseltrofee die jaarlijks werd toegekend.